# 1703 a tudományban
Az 1703. év a tudományban és a technikában.

## Biológia
- Charles Plumier publikálja a Nova plantarum Americanarum című művét, amelyben a fuksziákról ír, melyeket Hispaniolában fedezett fel, és egyebek mellett elnevezi a liliomfát (Magnolia) Pierre Magnol botanikusról.

## Meteorológia
- November 24 – december 2: Az 1703-as nagy vihar végig vonul Anglia déli részén és a La Manche csatornán és kb. 8000 ember halálát okozza.

## Technika
- Jean de Hautefeuille kifejleszti az első szeizmográfot.

## Egyéb
- Isaac Newtont megválasztják a Royal Society elnökének és haláláig (1727) be is tölti ezt a posztot.

## Születések
- Chester Moore Hall, az akromatikus objektívek feltalálója († 1771)
- Alekszej Iljics Csirikov felfedező († 1748)
- október 28. Antoine Deparcieux matematikus († 1768)
- november 25. Jean-François Séguier csillagász és botanikus († 1784)
- december 2. Ferdinand Konščak felfedező († 1759)

## Halálozások
- március 3. – Robert Hooke tudós és feltaláló (* 1635)
- szeptember 22. – Vincenzo Viviani matematikus (* 1622)
- október 28. – John Wallis matematikus – fontos előrelépést ért el az algebra és az analitikus geometria terén (* 1616)